# کنتور واچانان
کنتور واچانان (به اسپانیایی: Kuntur Wachanan) یک کوه در پرو است که در Peru, Huánuco Region واقع شده‌است. کنتور واچانان ۴٬۸۰۰ متر بالاتر از سطح دریا واقع شده‌است.